# Samantha Fox
Samantha Fox, Samantha Karen Fox (London, 1966. április 15. –) brit énekesnő, modell.

## Pályafutása
16 évesen kezdett modellkedni, hamar népszerű lett Nagy-Britanniában és lemezszerződést is ajánlottak neki. 1986-ban jelent meg első kislemeze Touch Me (I Want Your Body) címmel. Amerikában is hasonló sikert aratott, a Touch Me címmel kiadott első lemeze aranylemez lett, a címadó dal pedig 17 országban is első helyezést ért el a toplistákon. Színészkedett is, több filmben és tévésorozatban is megjelent. Népszerűsége miatt reklámokban is szerepelt az 1980-as években. 1988-ban BRIT Awards díjra jelölték. 2009-ben feltűnt az I'm a Celebrity... Get Me Out of Here!, a Celebrity Wife Swap és Celebrity Come Dine With Me című műsorokban, 2016-ban pedig a Celebrity Big Brother valóságshow-ban. Hét stúdióalbumot, valamint két válogatáslemezt adott ki.

## Stúdióalbumok
- Touch Me (1986)
- Samantha Fox (1987)
- I Wanna Have Some Fun (1988)
- Just One Night (1991)
- 21st Century Fox (1998)
- Watching You, Watching Me (2002)
- Angel with an Attitude (2005)

## További információ
- Hivatalos oldal
- Samantha Fox a Facebookon
- Samantha Fox az Internetes Szinkronadatbázisban (magyarul)
- Samantha Fox az Internet Movie Database-ben (angolul)
- Samantha Fox az AlloCiné weboldalán (franciául)
- Samantha Fox Profile. famousfix.com. (Hozzáférés: 2023. január 31.)